# Nationalmuseum der Naturwissenschaften

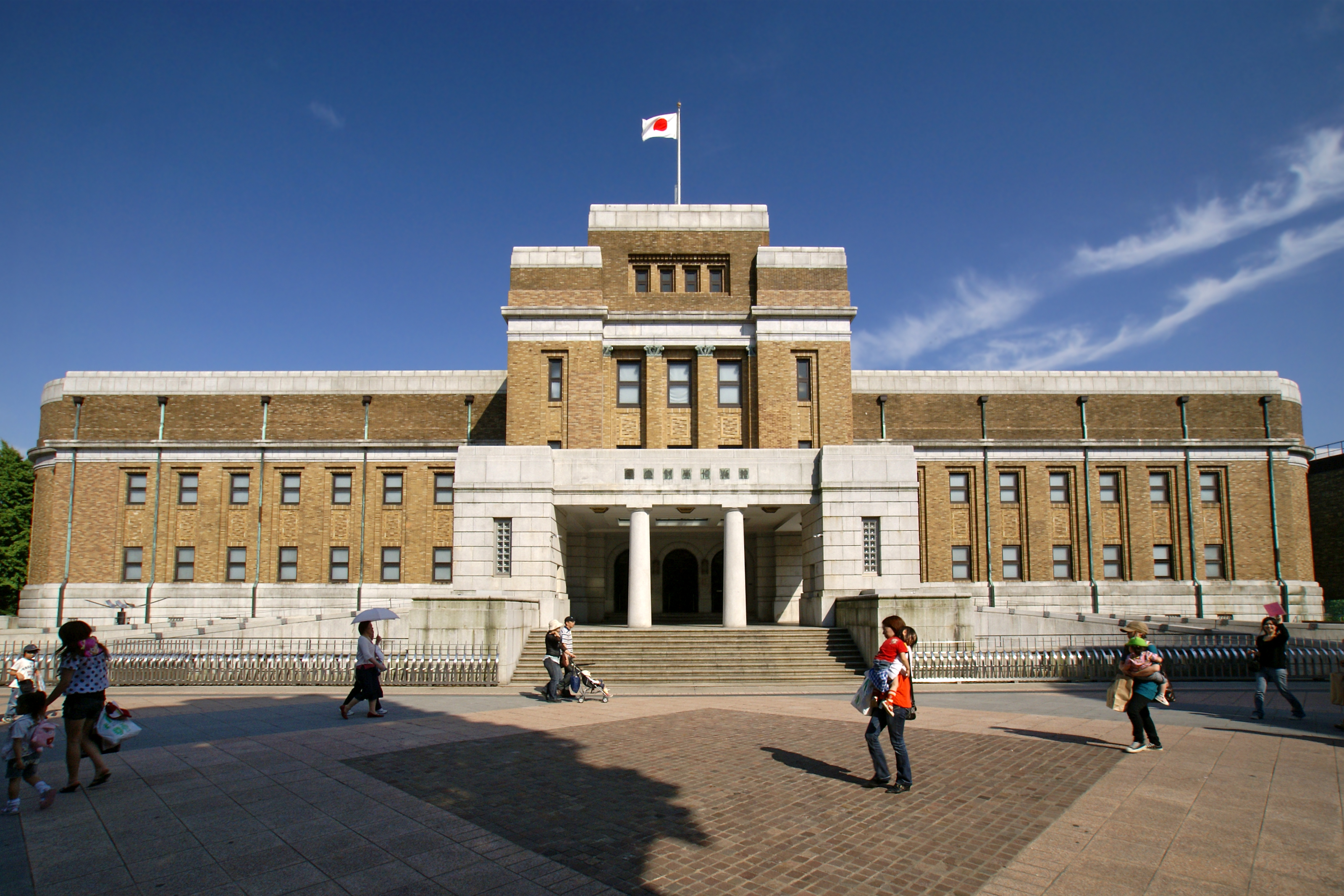
Ausstellungsgebäude des Nationalmuseum der Naturwissenschaften im Ueno-Park in Tokio.

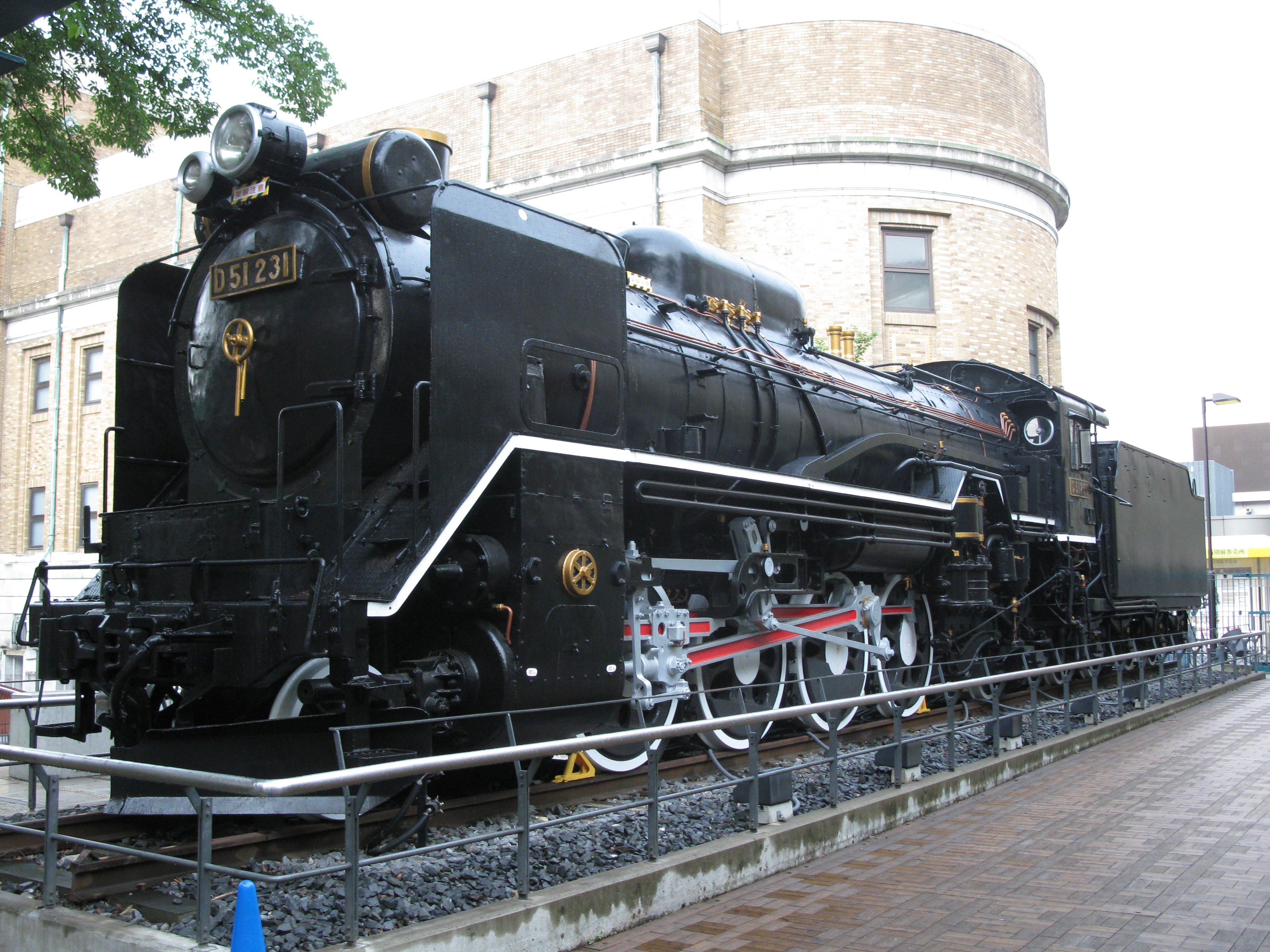
Dampflokomotive im Außenbereich des Nationalmuseum der Naturwissenschaften.

Das Nationalmuseum der Naturwissenschaften (jap. 国立科学博物館, Kokuritsu Kagaku Hakubutsukan; offizieller englischer Name: Museum of Nature and Science, Abkürzung NSM; Übersetzung der englischen Übersetzung „Museum für Natur und Wissenschaft“) ist eines der weltweit führenden Institute zur Erforschung von Naturgeschichte sowie der Geschichte von Wissenschaft und Technik in Tokio, Japan. Betrieben wird es von einer eigenen Selbstverwaltungskörperschaft (dokuritsu gyōsei hōjin) des Kultus- und Wissenschaftsministeriums.
Das Museum rühmt sich, des reichhaltigsten Werdegangs aller Museen in Japan und nimmt eine führende Rolle in der Japanischen Museumslandschaft ein. Bereits 1871 wurde eine erste Ausstellung im Yushima Seidō eingerichtet. Im Januar 1877 wurde die erste Abteilung eines Museumsgebäudes im Ueno-Park fertiggestellt. Dieses Datum gilt als das offizielle Jahr der Museumsgründung. Am 1. September 1923 wurden alle Museumseinrichtungen und Exponate durch das Große Kantō-Erdbeben zerstört. Bis Ende 1930 war ein Museumsneubau fertiggestellt, die Eröffnungsfeierlichkeiten fanden am 2. November des darauffolgenden Jahres im Beisein des Showa-Tenno statt. Umfangreiche Renovierungsarbeiten und Umstrukturierungen waren 2007, zum 130. Jahrestag der Gründung, abgeschlossen.
Die im April 2007 eröffnete Japan-Galerie, wurde im Juni 2008 als wichtiger nationaler Kulturbesitz ausgewiesen. Zu den Einrichtungen des Museums gehören neben dem Hauptgelände in Ueno im Tokioter Bezirk Taitō das Institute for Nature Study, das Center of the History of Japanese Industrial Technology, eine Zweigstelle in Hyakuninchō im Bezirk Shinjuku sowie der Botanische Garten von Tsukuba.
Die Sammlungen umfassen mehr als 3,5 Millionen Einzelstücke, darunter eine Sammlung zur japanischen Wissenschaft der Vor-Meiji-Zeit.